# Svídnice (Dymokury)

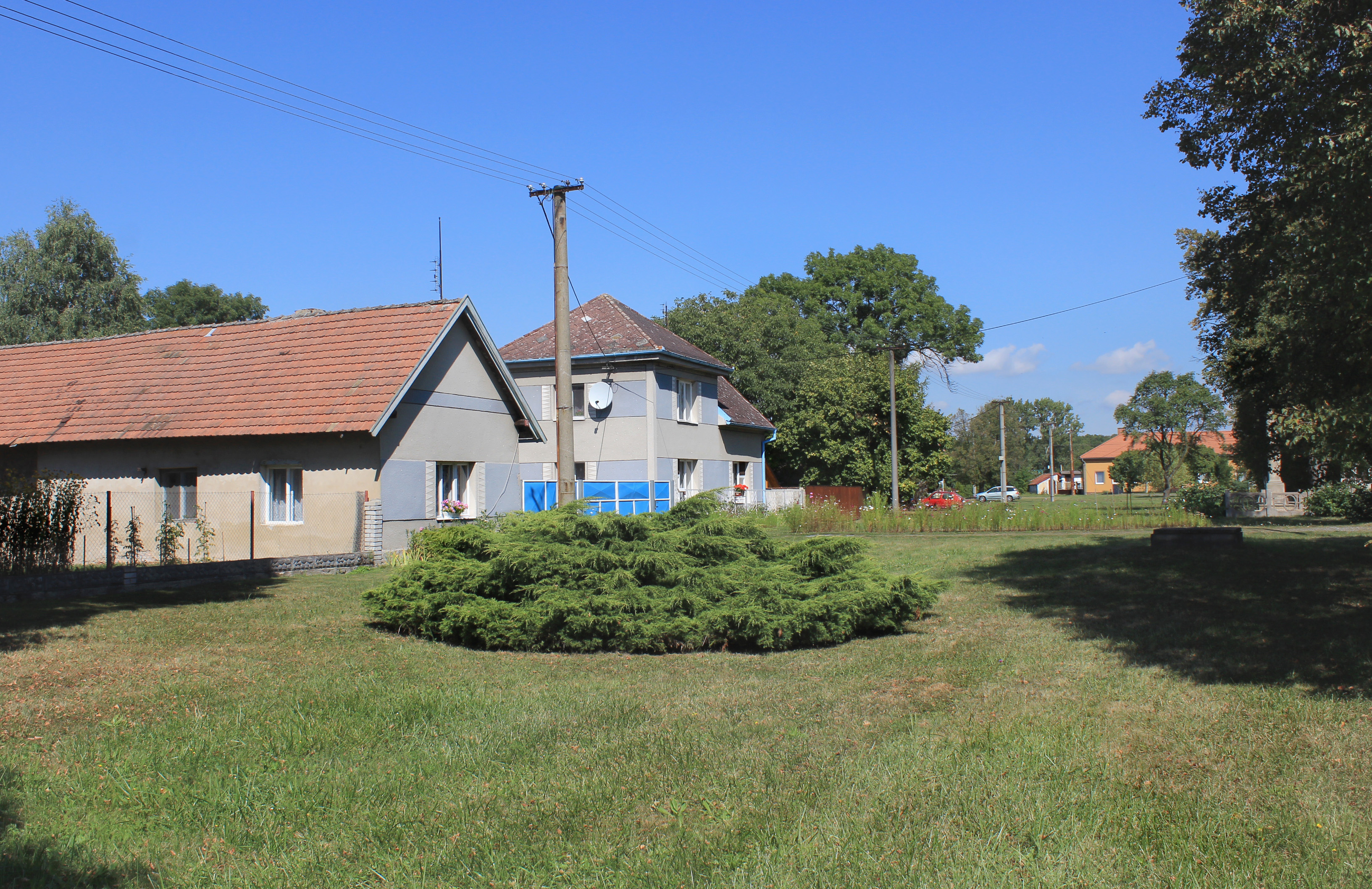
Dorfplatz

Svídnice (deutsch Swidnitz) ist ein Ortsteil der Gemeinde Dymokury in Tschechien. Er liegt drei Kilometer östlich von Křinec und gehört zum Okres Nymburk.

## Geografie
Svídnice befindet sich an der westlichen Flanke des Hügel Kamenec (219 m) über dem Tal des Baches Štítarský potok auf der Ostböhmischen Tafel. Nördlich des Dorfes verläuft die Bahnstrecke Veleliby–Jičín, dahinter erstreckt sich ein ausgedehntes Waldgebiet mit zahlreichen Teichen. Östlich des Dorfes liegt der Haltepunkt Svídnice an der abzweigenden Bahnstrecke Křinec–Městec Králové.
Nachbarorte sind Ledečky und Viničná Lhota im Norden, Břístev, Malý Nouzov und Nouzov im Nordosten, Dymokury im Südosten, Černá Hora im Süden, Vestec im Südwesten, Zábrdovice und Křinec im Westen sowie Mutínsko, Sádka und Nové Zámky im Nordwesten.

## Geschichte
Die erste schriftliche Erwähnung von Svídnice erfolgte 1336 als Teil der Herrschaft Dymokury. Der Name des Dorfes wird vom Busch „Svída obecná“, der früher auf dem Kamenec wuchs, hergeleitet. Zu den Besitzern gehörten ab 1463 die Křynecký von Ronow. Ihnen folgte in der zweiten Hälfte des 16. Jahrhunderts Jindřich Seletický von Smojna, dessen Witwe die Herrschaft 1573 an Zdeněk von Waldstein verkaufte. 1614 veräußerten die Waldsteiner die Herrschaft an Albrecht Jan Smiřický von Smiřice. 1618 erbte dessen Schwester Margareta Salomena Slawata den Besitz. Nach der Schlacht am Weißen Berg ging sie 1620 zunächst nach Breslau, danach nach Holland ins Exil. Sämtliche Besitzungen der Smiřický wurden konfisziert und noch 1620 an Albrecht von Waldstein verkauft. Dieser veräußerte Dymokury 1621 an den kaiserlichen Obristen Johann Eusebius Khuen von Belasy. 1625 erbte seine Tochter Maria Franziska Pálffy von Erdöd den Besitz. Sie verkaufte 1654 Dymokury mit allem Zubehör an Wilhelm Lamboy von Cortesheim. Von Tochter Anna Franziska erwarb 1673 Ludwig Graf Colloredo-Wallsee die Herrschaft. Im Jahre 1704 hatte das Dorf 63 Bewohner. 1757 wurde das Dorf, das bis dahin zum Königgrätzer Kreis gehörte, dem Bydschower Kreis zugeordnet. Nach dem Tode von Franz Karl Josef Colloredo-Wallsee heiratete dessen Witwe Rosina 1815 Friedrich Graf Cavriani. Sie überlebte auch ihren zweiten Ehemann und brachte die Güter 1833 in ihre dritte Ehe mit Ottokar Graf Czernin von und zu Chudenitz auf Vinoř und Kbely ein.
Ab 1850 bildete Svídnice mit den Ortsteilen Ledečky, Nové Zámky, Viničná Lhota und Mutínsko eine Gemeinde im Bezirk Městec Králové und ab 1868 im Bezirk Poděbrady. Bei der Choleraepidemie von 1866 verstarben in Svídnice 20 Menschen. In Svídnice lebten im Jahre 1869 255 Personen. 1873 wurde eine einklassige Dorfschule eingerichtet. 1875 entstand die Bezirksstraße von Dymokury nach Rožďalovice, von der drei Jahre später eine Straßenverbindung nach Svídnice herstellt wurde. 1879 wurde ein Schulhaus für fünf Klassen errichtet. 1881 erhielt Svídnice einen Eisenbahnanschluss an der Linie Křinec – Městec Králové. Die Ortsteile Ledečky und Viničná Lhota wurden 1907 von Svídnice abgetrennt und zu einer Gemeinde Ledečky-Viničná Lhota vereinigt. Im Jahre 1921 hatte Svídnice 544 Einwohner. Nové Zámky und Mutínsko lösten sich im selben Jahre von Svídnice los und bildeten eine eigene Gemeinde. Die Komárov-Mühle wurde 1924 abgerissen. Nach dem Ende des Zweiten Weltkrieges lagerten vom 10. bis 20. Mai 1945 Truppen der Roten Armee in dem Dorf. 1960 wurde Svídnice dem Bezirk Nymburk angegliedert. Seit 1974 bildet Svídnice einen Ortsteil von Dymokury. Im Jahre 1991 hatte das Dorf 86 Einwohner. Beim Zensus von 2001 lebten in den 55 Wohnhäusern von Svídnice 70 Personen. In Svídnice gibt es einen Spielplatz, ein Geschäft, eine Gaststätte, eine Bushaltestelle, einen Bahnhof sowie den Teich „Křiňák“.

## Sehenswürdigkeiten
- Sandsteinerne Statue der Heiligen Dreifaltigkeit auf dem Dorfplatz
- Glockenturm auf dem Dorfplatz
- Teich Komárovský rybník, er liegt einen km nordöstlich von Svídnice am Bach Smichovský potok und hat eine Wasserfläche von 27 ha.